# Masters de Hamburgo 2006
El Abierto de Hamburgo de 2006 fue un torneo de tenis jugado sobre tierra batida, que fue parte de las Masters Series. Tuvo lugar en Hamburgo, Alemania, desde el 15 de mayo hasta el 22 de mayo de 2006.

## Campeones

### Individuales
Tommy Robredo vence a  Radek Štěpánek, 6–1, 6–3, 6–3

### Dobles
Paul Hanley /  Kevin Ullyett vencen a  Mark Knowles /  Daniel Nestor, 4–6, 7–6(7–5), [10–4]